# Várzea de Meruge
Várzea de Meruge is een plaats (freguesia) in de Portugese gemeente Seia en telt 281 inwoners (2001).